# Machu-Picchu-Brunnen

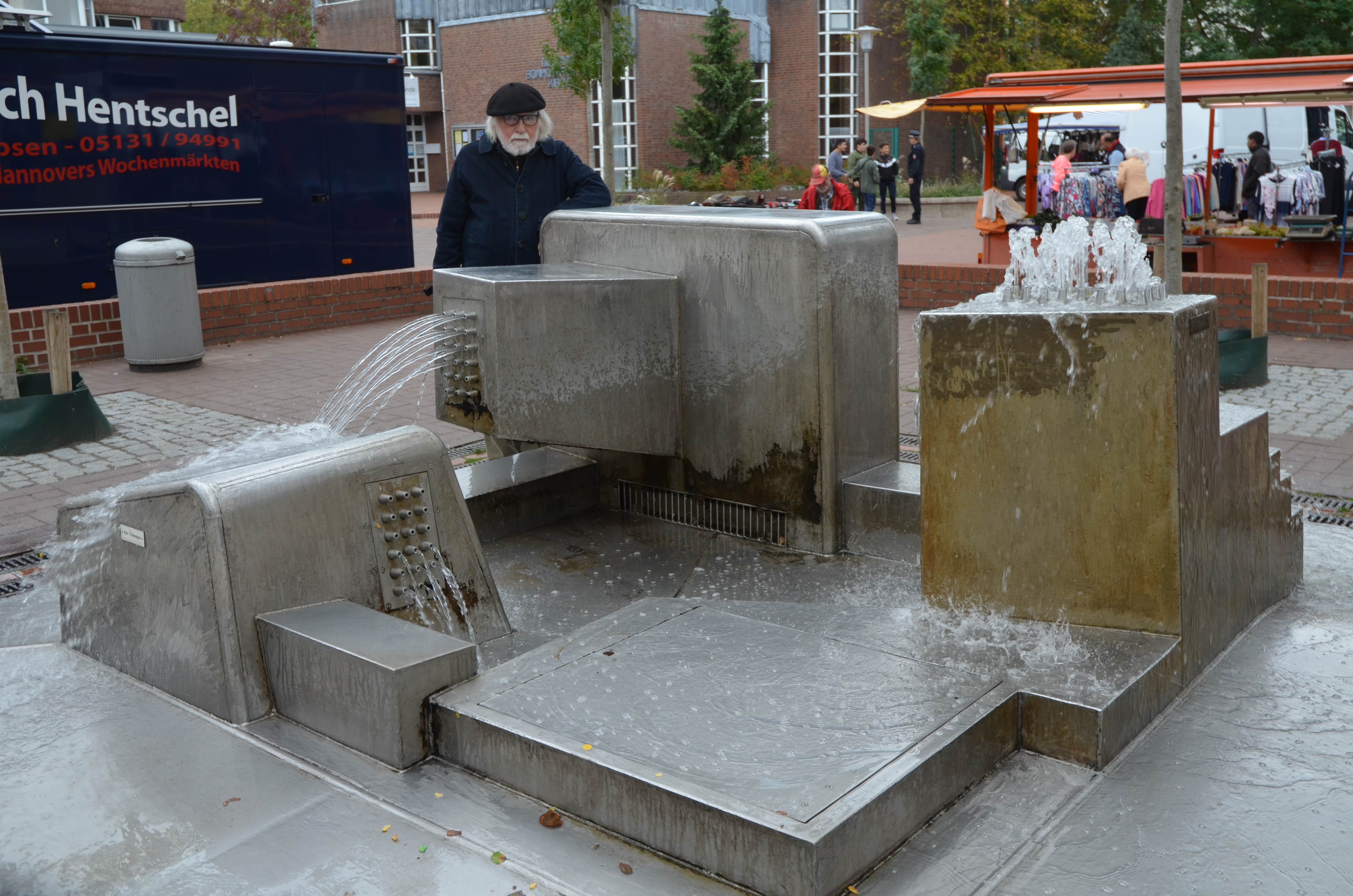
Der Künstler Jorge La Guardia hinter seinem Machu-Picchu-Brunnen auf dem Roderbruchmarkt;
2018 bei einer Freundeskreis Hannover-Führung während eines Wochenmarktes

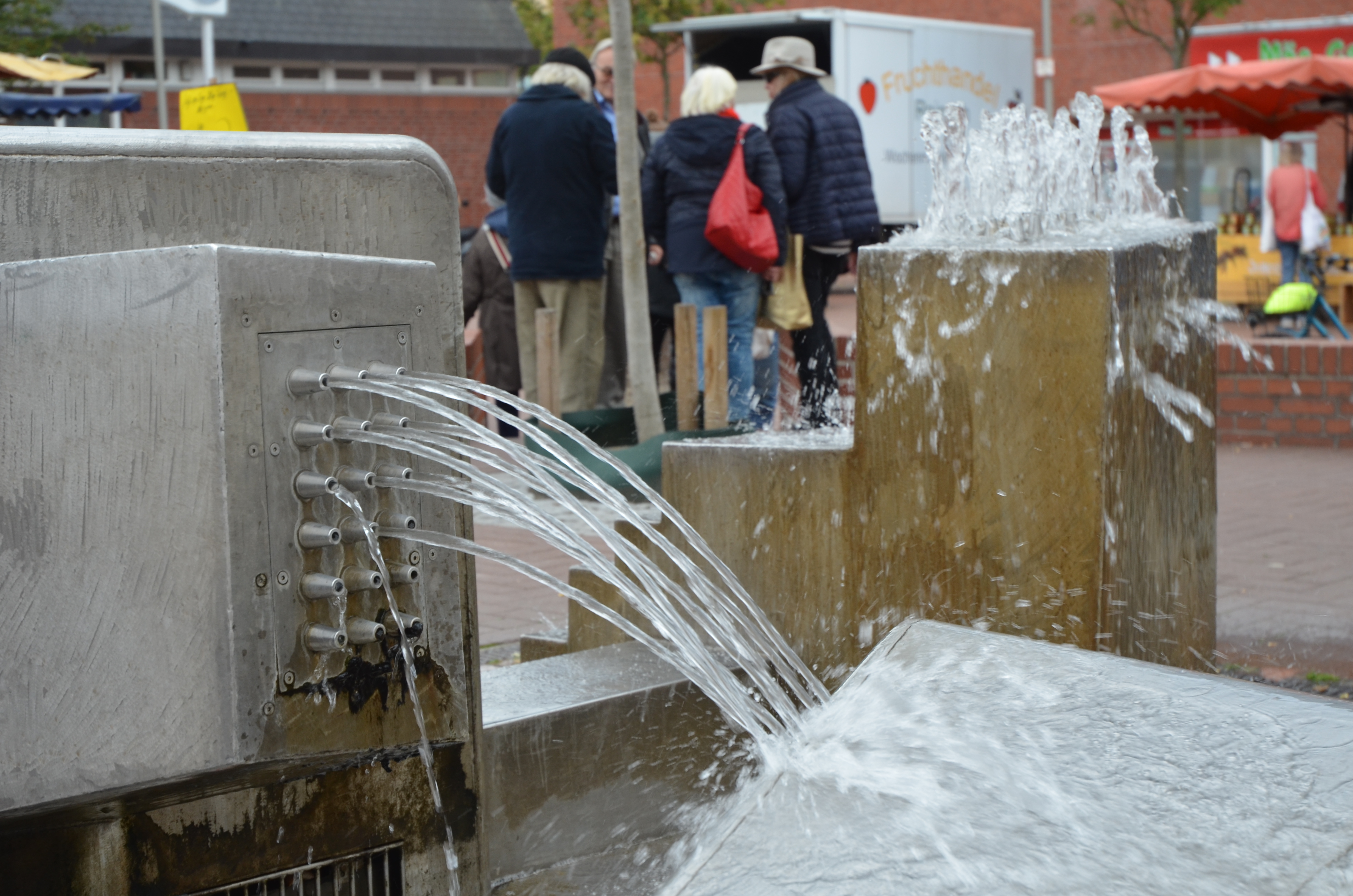
Details der Wasserspiele

Der Machu-Picchu-Brunnen, nach seinem Standort am Roderbruchmarkt im hannoverschen Stadtteil Groß Buchholz auch Roderbruchmarkt-Brunnen genannt, ist einer der ungezählten Brunnen in der Landeshauptstadt Hannover. Der von dem Künstler Jorge La Guardia mit Bezug zur Weltkulturerbestätte Machu Picchu entworfene Edelstahlbrunnen wurde den hannoverschen Bürgern 1980 als Geschenk des Bau- und Wohnungsunternehmens Gundlach gestiftet.

## Geschichte und Beschreibung
Der Bildhauer Jorge La Guardia nahm mit seinem Brunnen-Entwurf Ende der 1970er Jahre an dem Architekturwettbewerb „Kraft des Wassers“ teil zur Möblierung des in Stöcken geschaffenen Platzes Stöckener Markt. Nachdem die am Wettbewerb beteiligte Künstlerin Ulrike Enders den Zuschlag für ihr Brunnenobjekt erhalten hatte, finanzierte das Bauunternehmen Gundlach, das im Roderbruch etliche Wohnungen und das Stadtteilzentrum errichtet hatte, den Bau von La Guardias Brunnen im Zentrum des damals neu erbauten Stadtviertels.
Jorge La Guardias Entwurf nahm Bezug auf die antike Inkastadt Machu Picchu in Peru mit ihren alten Mauerteilen, Treppen und Kultstätten, deren Architekturformen er in Edelstahl verarbeitete und mit sprudelnden Wasser überfließen ließ. Diese geometrisch vereinfachten Elemente stellte er gedanklich in Kontrast zu dem schnellen, künstlich „gewachsenen“ Neubaugebiet im Roderbruch.
Der im Stadtteilzentrum installierte Brunnen wurde in eine erhöhte und mit Sitztreppen ausgestattete Fläche aus Klinkern eingelassen. Nach jahrzehntelanger Nutzung und einer Sanierung wurde der Machu-Picchu-Brunnen am 21. Mai 2016 mit einem kleinen Fest im Beisein unter anderem seines Schöpfers und seiner Flamenco-Gruppe erneut in Betrieb genommen.